# Rhynchosia longipetiolata
Rhynchosia longipetiolata är en ärtväxtart som beskrevs av Carl Curt Hosseus. Rhynchosia longipetiolata ingår i släktet Rhynchosia och familjen ärtväxter. Inga underarter finns listade i Catalogue of Life.